# Amara Simba
Pour les articles homonymes, voir Simba.
Amara Simba né le 23 décembre 1961 à Dakar (Sénégal) est un footballeur international français évoluant au poste d'attaquant.

## Biographie
Amara Simba se révéla en 1990 en marquant avec le Paris Saint-Germain un spectaculaire but sur ciseau retourné contre Mulhouse (élu plus beau but de la saison 89-90). Ce but fut le premier d'une véritable série, Simba se faisant par la suite une spécialité des bicyclettes, que ce soit sous les couleurs du PSG et de l'AS Cannes, où il marquera le plus beau but de la saison 90-91, toujours d'un ciseau retourné, contre le PSG. Le ciseau retourné portera même son nom dans certains pays d'Afrique.
De retour à Paris en 1991, bien que souvent relégué sur le banc de touche par l'entraîneur Artur Jorge, il resta fidèle à sa réputation, celle d'un attaquant moyennement prolifique devant le but mais dont les réalisations marquaient durablement les esprits participant notamment à la victoire 4-1 sur le Real Madrid en quarts de finale de la Coupe de l'UEFA de mars 1993.
Cela lui permit d'être appelé en équipe de France par Michel Platini. Sélectionné à 3 reprises en 1991 et 1992, il marqua deux buts (dont une reprise de volée) sous le maillot tricolore. Mais sa brève carrière internationale prit fin en avril 1992 lorsqu'une fracture du péroné survenue à l'entrainement le priva de l'Euro 1992 pour lequel il avait pourtant été présélectionné.
En 1993, il signe à l'AS Monaco, club phare du championnat de France. Malgré quelques nouveaux coups d'éclat (il marque notamment un superbe but en ciseau retourné lors de ses débuts contre Bordeaux), il souffre de la concurrence avec les stars monégasques de l'époque (Enzo Scifo, Youri Djorkaeff, Jürgen Klinsmann, Victor Ikpeba) et ne convainc pas Arsène Wenger de le garder. Il fut pourtant à 32 ans, l'un des meilleurs attaquants français, et le ciseau retourné resta sa spécialité jusqu'à la fin de sa carrière.
Il part se relancer au SM Caen en 1994, où il doit être l'une des pointes de l'attaque normande avec Kennet Andersson (5 buts lors du Mondial 1994). Le recrutement est ambitieux mais le collectif n'est pas à la hauteur des espérances normande et le club descend en Division 2. D'un point de vue personnel, Simba réalise pourtant sa meilleure saison professionnelle, inscrivant 12 buts en championnat.
À 40 ans, il met un terme à sa carrière footballistique et s'investit dans son club de cœur, le PSG, où il devient recruteur en 2004. Il devient par la suite consultant pour Canal+ Horizons, partenaire du club de la capitale.
Depuis 2007, il est ambassadeur du club pour l’Afrique. Son rôle est de détecter des jeunes joueurs africains à fort potentiel, puis de les recommander au club de la capitale.
Début 2014, il devient directeur sportif du Club industriel de Kamsar, en Guinée.
En mars 2015, il devient, en compagnie de Kaba Diawara, adjoint du sélectionneur de la Guinée, Luis Fernandez.
Il est actuellement impliqué dans le club des Petits Anges de Paris.

## Statistiques

### Buts internationaux
| 0   | Date             | Lieu                             | Compétition                  | Résultat | Adversaire | Détail | Détail        | Détail | Sél. |
| --- | ---------------- | -------------------------------- | ---------------------------- | -------- | ---------- | ------ | ------------- | ------ | ---- |
| 1er | 14 août 1991     | Stade municipal, Poznań, Pologne | Match amical                 | V 5 - 1  | Pologne    | 69e    | du pied droit | 3-1    | 1re  |
| 2e  | 20 novembre 1991 | Parc des Princes, Paris, France  | Éliminatoires de l'Euro 1992 | V 3 - 1  | Islande    | 42e    | du pied droit | 1-0    | 2e   |

### Matchs internationaux
| Matchs internationaux d'Amara Simba | Matchs internationaux d'Amara Simba | Matchs internationaux d'Amara Simba   | Matchs internationaux d'Amara Simba | Matchs internationaux d'Amara Simba | Matchs internationaux d'Amara Simba | Matchs internationaux d'Amara Simba                         |
| #                                   | Date                                | Lieu                                  | Adversaire                          | Résultat                            | Compétition                         | Notes                                                       |
| ----------------------------------- | ----------------------------------- | ------------------------------------- | ----------------------------------- | ----------------------------------- | ----------------------------------- | ----------------------------------------------------------- |
| 1                                   | 14 août 1991                        | Stade municipal, Poznań, Pologne      | Pologne                             | V 5 - 1                             | Match amical                        | Titulaire et buteur.                                        |
| 2                                   | 20 novembre 1991                    | Parc des Princes, Paris, France       | Islande                             | V 3 - 1                             | Éliminatoires de l'Euro 1992        | Titulaire et buteur.                                        |
| 3                                   | 19 février 1992                     | Stade de Wembley, Londres, Angleterre | Angleterre                          | D 0 - 2                             | Match amical                        | Entre en jeu à la place de Christian Perez à la 71e minute. |

## Palmarès
Avec le Paris Saint-Germain, il est vice-Champion de France en 1989 et 1993 avant d'être vice-Champion du Mexique en 1997 avec le CSD León.

## Distinctions

### Individuelles
- Plus beau but de l'année en division 1 en 1990 et 1991

### Collective
- Équipe de l'année World Soccer Awards avec l'équipe de France en 1991
- Équipe européenne de l'année France Football avec l'équipe de France en 1991

## Records
- Fait partie de l'équipe de France qui dispute 19 matchs sans défaite (entre mars 1989 et le 19 février 1992)
- Fait partie de l'équipe de France qui remporte tous les matchs des Éliminatoires du Championnat d'Europe de football 1992 (une première en Europe)